# Älgasjön, Närke
Älgasjön är en sjö i Kumla kommun i Närke och ingår i Norrströms huvudavrinningsområde.